# Deutsche Sporthochschule Köln

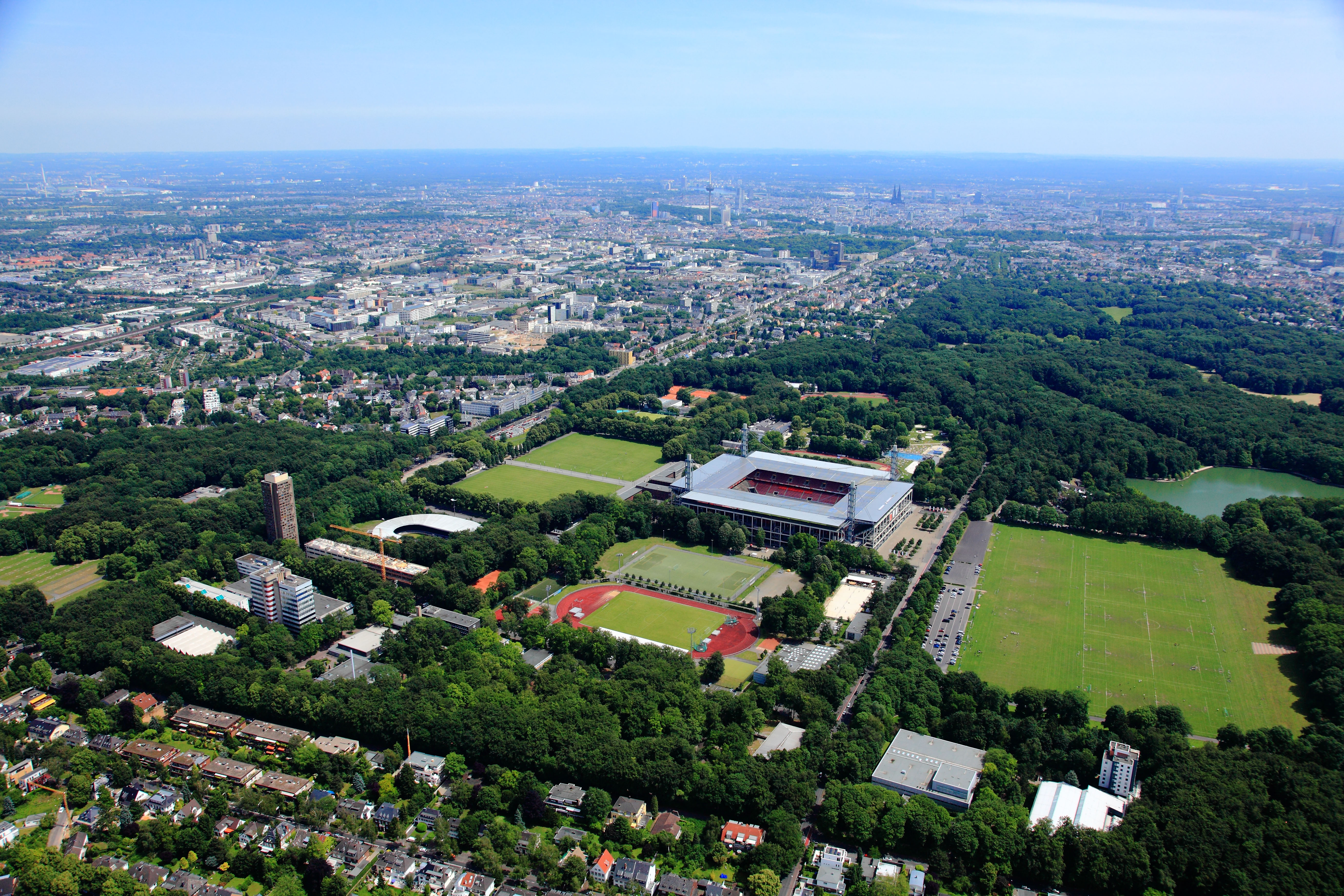
Uczelnia z lotu ptaka

Deutsche Sporthochschule Köln (DSHS, Spoho) – niemiecka uczelnia sportowa w Kolonii, założona w 1947 roku.
Jest to największa uczelnia sportowa w Europie, w której studiuje ok. 6000 studentów. Łączy wykwalifikowane nauczanie i międzynarodowe badania naukowe na najwyższym poziomie. Znajduje się on w dzielnicy Kolonii – Müngersdorf, w sąsiedztwie najważniejszych obiektów sportowych w mieście, takich jak m.in.: RheinEnergieStadion – siedziby klubu piłkarskiego 1. FC Köln. Rektorem od maja 2014 roku jest prof. dr Heiko Strüder, a od sierpnia 2020 roku kanclerzem jest Marion Steffen.

## Historia
Niemiecki Uniwersytet Sportu w Kolonii został założony w 1947 roku i tym samym kontynuuje tradycję akademicką wychowania fizycznego w Niemczech, ustanowioną przez berliński „Niemiecki Uniwersytet Ćwiczeń Fizycznych” (niem. „Deutsche Hochschule für Leibesübungen”), zainaugurowany w 1920 roku. Po zmianie w 1965 roku nazwy „Uniwersytetu Sportu” na Niemiecki Uniwersytet Sportu, uczelnia w 1970 roku uzyskała oficjalny status uniwersytetu. Odtąd posiadał prawo do nadawania doktoratów (doktor nauk o sporcie) oraz habilitacji. Po zjednoczeniu Niemiec NRD-owski „Niemiecki Uniwersytet Kultury Ciała” (niem. „Deutsche Hochschule für Körperkultur”) w Lipsku został rozwiązany i tym samym Niemiecki Uniwersytet Sportu w Kolonii został jedyną uczelnią sportową w Niemczech.

## Instytuty i wydziały
Uczelnia składa się z następujących jednostek naukowych:
- Instytut Biochemiki (Laboratorium antydopingowe akredytowane przez IOC/WADA)
- Instytut Biomechaniki i Ortopedii
- Instytut Kardiologii i Medycyny Sportowej
- Instytut Badań Komunikacji i Mediów
- Instytut Kultury Tańca i Ruchu
- Instytut Europejskich Badań Rozwoju Sportu i Rekreacji
- Instytut Treningu Fizycznego i Informatyki Sportowej
- Instytut Ruchu i Neuronauki
- Instytut Ruchu i Gerontologii Sportu
- Instytut Terapii Ruchem i Profilaktyki Ruchowej i Rehabilitacji
- Instytut Sportu na Świeżym Powietrzu i Nauki o Środowisku
- Instytut Pedagogiki i Filozofii
- Instytut Profesjonalnej Edukacji i Kwalifikacji Sportowej
- Instytut Psychologii
- Instytut Sportu Szkolnego
- Instytut Ekonomii Sportu i Zarządzania Sportem
- Instytut Historii Sportu
- Instytut Prawa Sportowego
- Instytut Sociologii i Gender Studies

## Kierunki kształcenia

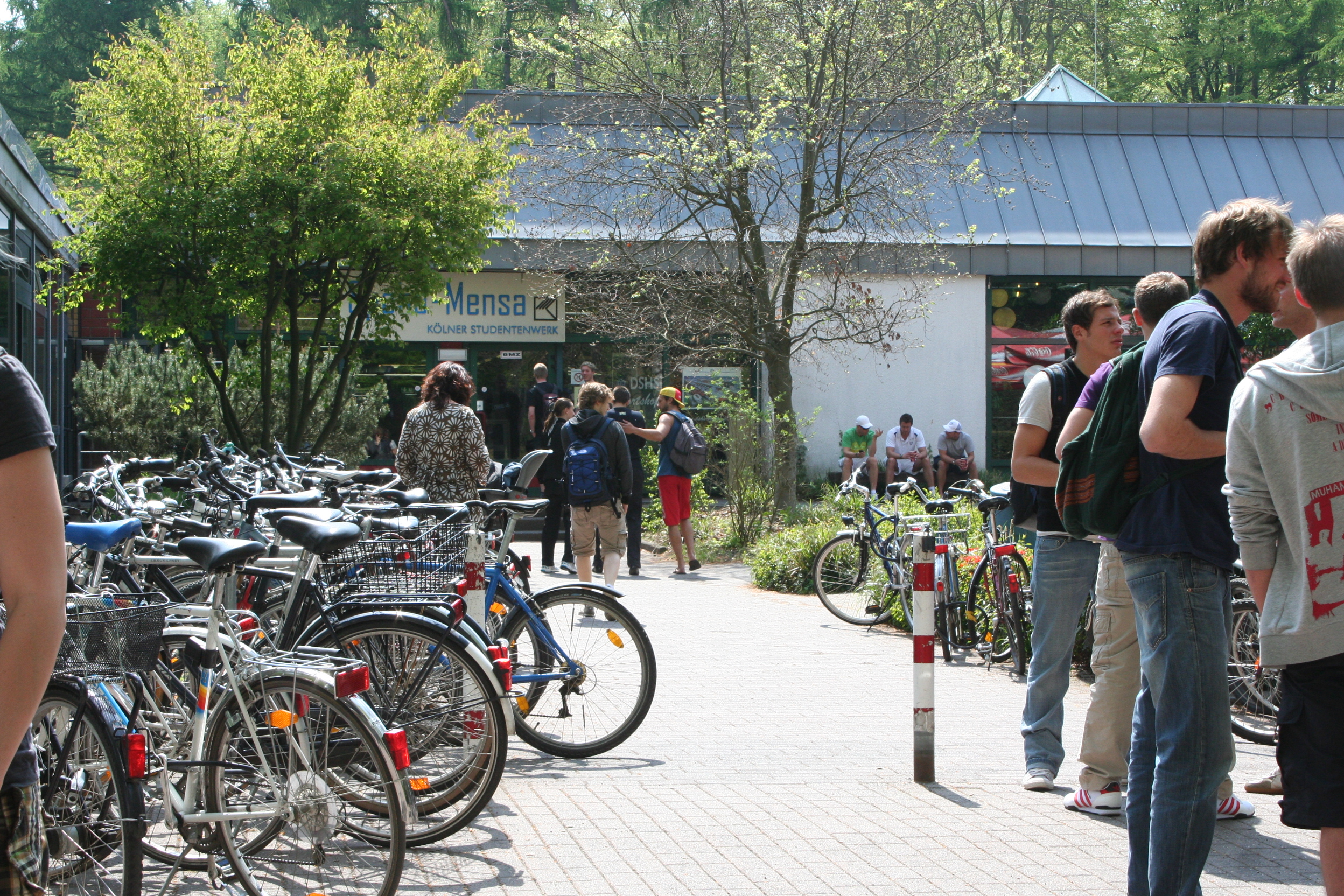
Kampus uczelni

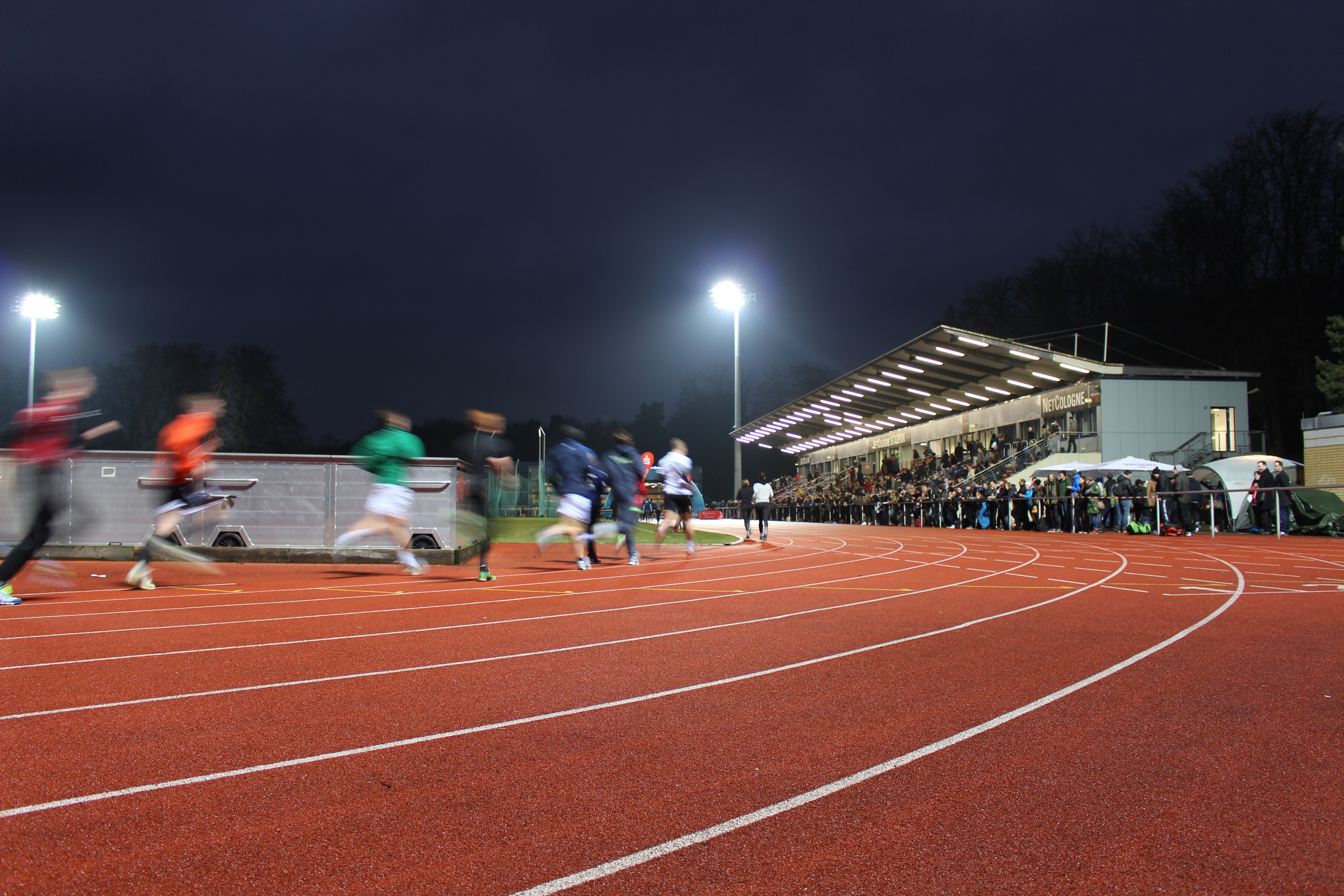
Bieg wytrzymałościowy testu sprawności fizycznej

Uczelnia oferuje kierunki, na których można uzyskać tytuł Bachelor of Arts:
- zarządzanie i komunikacja w sporcie
- sport i zdrowie w profilaktyce i w terapii
- sport, edukacja i ruch na świeżym powietrzu
- sport rekreacyjny
- dziennikarstwo sportowe
- wychowanie fizyczne

Uczelnia oferuje również kierunki studiów licencjackich (Bachelor of Science):
- wydajność w sporcie

Uczelnia oferuje również kierunki studiów magisterskich (Master of Science):
- Gerontologia sportu i ruchu (niemieckie)
- turystyka sportowa i zarządzanie destynacjami (niemieckie)
- zarządzanie w sporcie (angielskie)
- wydajność, trening i coaching w sporcie elitarnym (niemieckie)
- technologia człowieka w medycynie sportowej (angielskie)
- psychologia sportu i ćwiczenia (angielskie)

Uczelnia oferuje również kierunki, na których można uzyskać tytuł Master of Arts:
- badania sportu, mediów i komunikacji (niemieckie)
- rehabilitacja, profilaktyka i zarządzanie zdrowiem (niemieckie)
- międzynarodowy rozwój i polityka sportu (angielskie)

Uczelnia oferuje również kierunki, na których można uzyskać tytuł Master of Education:
- wychowanie fizyczne (niemieckie)

Do 2011 roku siedzibę na uczelni miała Akademia im. Hennesa Weisweilera, na której można uzyskać licencję trenerską potrzebną do prowadzenia klubów piłkarskich w trzech najwyższych niemieckich ligach zawodowych (Bundesliga, 2. Bundesliga, 3. Bundesliga). Program tego szkolenia jest koordynowany we współpracy z Niemieckim Związkiem Piłki Nożnej (DFB), na których wydaje się różne licencje trenerskie.

## Rankingi
Akademicki Ranking Uniwersytetów Świata w Światowym Rankingu Szkół i Wydziałów Nauk o Sporcie
- 17. miejsce (świat), 1. miejsce (Niemcy)[1]

CHE University Ranking
- Ogólna sytuacja w badaniu: 2,2
- Wsparcie w początkowej fazie studiów: 8/14 pkt.
- Kontakt ze środowiskiem pracy: –
- Średnia publikacji profesorów: 31,4[2]